# Hugues de Vaucemain
Hugues de Vaucemain, francoski dominikanec, * ?, † 1341.
Med letoma 1333 in 1341 je bil mojster reda bratov pridigarjev (dominikancev).